# Jostedalsbreen
Jostedalsbreen ou glacier de Jostedal est le plus grand glacier d'Europe continentale, situé dans le Sud de la Norvège dans le comté de Vestland (Vestlandet). Il est inclus dans le parc national de Jostedalsbreen créé en 1991.
Le glacier s'étend dans le massif de Breheimen, sur les municipalités de Luster, Balestrand, Jølster et Stryn.

## Géographie
Avec ses 486 km2, Jostedalsbreen est le plus grand glacier d'Europe continentale.